# Argentina Blanco Fuentes
Argentina Blanco Fuentes (Ciudad Melchor Múzquiz, Coahuila, 15 de junio de 1888-10 de agosto de 1967) fue una profesora y política mexicana. Como miembro del Partido Auténtico de la Revolución Mexicana (PARM) fue diputada federal de 1964 a 1967.

## Biografía
Nació en Melchor Múzquiz, Coahuila, hija de Bernardo Blanco y María Fuentes, fueron sus hermanos los destacados generales revolucionarios Lucio Blanco y Bernardo Blanco, y entre aus ascendientes estuvieron los también generales Miguel Blanco Múzquiz y Melchor Múzquiz. Realizó sus estudios básicos en Múzquiz y luego se trasladó a Saltillo a estudiar en la Escuela Normal de Coahuila, de donde egresó como profesora. Ejerció su profesión mayoritariamente en escuelas de la Región Carbonífera de Coahuila.
En 1964 fue postulada candidata del PARM a diputada federal por el Distrito 4 de Coahuila, pero la victoria le correspondió a su competidor del Partido Revolucionario Institucional (PRI) Mauro Berrueto Ramón. Sin embargo, resultó elegida como diputada de partido, ejerciendo en la XLVI Legislatura que debería de concluir en 1967. Fue la primera mujer elegida para el cargo de diputada del estado de Coahuila.
Fue intregante de las comisiones de Migración; de Impuestos; de Estudios Legislativos; y, de Acción Social, esta última integrada solo por diputadas mujeres. A partir del segundo sementre de 1967 se ausentó de su cargo de diputada debido a problemas de salud, aunque nunca pidió licencia al cargo. Falleció el 10 de agosto de 1967, 21 días antes del fin de la legislatura para la que había sido elegida.